# Walter débarque en Normandie et dessine sa souris en slip

Walter débarque en Normandie et dessine sa souris en slip est un album de bande dessinée humoristique racontant la jeunesse française de Walt Disney, créateur de Mickey Mouse. Le scénario et les dessins sont de Rémi Pielot et les couleurs de Dominique Thomas. L'album est paru le 6 juin 2021.

## Résumé
Cet album présente les origines françaises et le débarquement normand de Walt Disney (renommé Walter Iziny). On y découvre les ancêtres de la Famille Disney, Hugues et Robert d'Isigny, qui ont accompagné Guillaume le Conquérant à la bataille d'Hastings et se sont installés en Angleterre (le nom de famille d'Isigny, originaire de la ville d'Isigny-sur-Mer, se transforma en Disney avec la prononciation anglaise), puis on suit les mésaventures du jeune Walt souhaitant rejoindre la Croix-Rouge et débarquer en Normandie dans le cadre de la Première Guerre mondiale.

## Format
L'album de 48 pages se compose de 88 gags en six cases, comme Le retour à la terre ou De Gaulle à la plage, mais on retrouve sous chaque gag une anecdote véridique au sujet de la jeunesse de Walt Disney et ses liens avec la France.

## Accueil critique
L'ouvrage reçoit des critiques positives sur plusieurs sites spécialisés en BD : Planète BD y voit « Une parodie réussie, sous forme de strips courts, du début de la vie tourmentée de Walt Disney ». Auracan signale l'humour de l'album et sa valeur didactique. L'album est bien accueilli aussi sur ligneclaire, qui indique qu'« on apprend un maximum de choses sur une part très méconnue du créateur révolutionnaire du dessin animé. »

## Distinctions
L'album a reçu le prix Bulle d'Argent car il fait partie du top des lecteurs BD 2021 selon le site spécialisé L'accro des bulles.